# 程達
程達（1545年—？），字于順，號信吾，江西臨江府清江縣人，匠籍，明朝政治人物。

## 生平
隆慶四年（1570年）庚午科江西鄉試第七十二名，萬曆五年（1577年）丁丑科會試第二百七十一名，登三甲第一百零五名進士。十二年任浙江仁和知县。升任監察御史，侍经筵，又巡按广东等处兼理盐法。萬曆二十九年，任泉州府知府，三十一年二月升本省按察司副使、分巡漳南道，备兵上杭兼制粤中。再升本省参政。
万历四十三年闰八月，调补山西参政，升福建按察使。四十六年十一月升任浙江右布政使。四十八年七月升贵州左布政使。

## 家族
曾祖程彛德；祖父程珍爵；父程成譽，曾任教諭。前母劉氏；母傅氏；繼母錢氏。具慶下。